# Chris Bailey (Eishockeyspielerin)
Christina „Chris“ Bailey (* 5. Februar 1972 in Marietta, New York) ist eine ehemalige US-amerikanische Eishockeyspielerin. Bailey war von 1994 bis 2002 Mitglied der Frauen-Eishockeynationalmannschaft der Vereinigten Staaten und wurde mit dieser bei den Olympischen Winterspielen 1998 in Nagano Olympiasiegerin.

## Karriere
Bailey begann nach ihrer Highschool-Zeit in Marietta im Sommer 1990 ein Studium am Providence College. Dort spielte sie die folgenden vier Jahre – neben ihrem Studium – für das Universitätsteam, die Providence Friars, in der ECAC Hockey. Mit den Friars gewann Bailey dreimal die ECAC-Meisterschaft (1992, 1993 und 1994), war in ihrem letzten Jahr mit 25 Scorerpunkten Topscorer aller ECAC-Verteidiger und wurde beim Finalturnier als Most Valuable Player ausgezeichnet. Sie beendete ihre College-Karriere mit insgesamt 76 Scorerpunkten, davon 27 Tore und 49 Assists. Sie gilt am Providence College als eine der besten Verteidigerin, die die Bildungseinrichtung hervorgebracht hat.
Die Verteidigerin beendete im Sommer 1994 das College und ließ sich vom US-amerikanischen Eishockeyverband USA Hockey verpflichten. Sie nahm an der Weltmeisterschaft 1994 teil und gewann dort mit der Frauen-Eishockeynationalmannschaft der Vereinigten Staaten die Silbermedaille. Drei Jahre später spielte sie erneut für das Nationalteam bei der Weltmeisterschaft 1997 und gewann erneut die Silbermedaille.
Während dieser Zeit arbeitete sie am Providence College als Assistenztrainerin. In der Saison 1999/2000 spielte sie für die Ottawa Raiders in der National Women’s Hockey League.
Mit USA Hockey bereitete sich Bailey gezielt auf die Olympischen Winterspiele 1998 im japanischen Nagano vor. Beim erstmals ausgetragenen Fraueneishockeyturnier im Rahmen der Winterspiele gewann sie mit der Mannschaft die Goldmedaille. In der Folge bestritt Bailey die Weltmeisterschaften 1999, 2000 und 2001, bei der drei weitere WM-Silbermedaillen gewann. Im Vorfeld der Olympischen Winterspiele 2002 im heimischen Salt Lake City erhielt Bailey erneut einen Platz im Olympiakader und konnte abermals Silber erringen. Im Anschluss daran beendete sie ihre aktive Karriere.
Bailey arbeitete später als medizinische Verkaufsberaterin. 2009 wurde die gesamte Olympiamannschaft von 1998 in die United States Hockey Hall of Fame aufgenommen.

## Erfolge und Auszeichnungen
- 1992 Gewinn der ECAC Hockey mit den Providence Friars
- 1993 Gewinn der ECAC Hockey mit den Providence Friars
- 1994 Gewinn der ECAC Hockey mit den Providence Friars
- 1994 Most Valuable Player des ECAC-Finalturniers

### International
| - 1994 Silbermedaille bei der Weltmeisterschaft - 1997 Silbermedaille bei der Weltmeisterschaft - 1998 Goldmedaille bei den Olympischen Winterspielen - 1999 Silbermedaille bei der Weltmeisterschaft | - 2000 Silbermedaille bei der Weltmeisterschaft - 2001 Silbermedaille bei der Weltmeisterschaft - 2002 Silbermedaille bei den Olympischen Winterspielen |

## Statistik
(Legende zur Spielerstatistik: Sp oder GP = absolvierte Spiele; T oder G = erzielte Tore; V oder A = erzielte Assists; Pkt oder Pts = erzielte Scorerpunkte; SM oder PIM = erhaltene Strafminuten; +/− = Plus/Minus-Bilanz; PP = erzielte Überzahltore; SH = erzielte Unterzahltore; GW = erzielte Siegtore; 1 Play-downs/Relegation; Kursiv: Statistik nicht vollständig)